# سلین کودرک
سلین کودرک (به انگلیسی: Céline Couderc) (زادهٔ ۱۱ مارس ۱۹۸۳) شناگر اهل فرانسه است.